# Jan Baptysta Motty
Jan Baptysta Motty (ur. 1790 w Paryżu, zm. 25 września 1856 w Poznaniu) – przyrodnik, pedagog, spolonizowany Francuz, protoplasta zasłużonej rodziny wielkopolskiej.

## Życiorys
Był synem Jeana, oficera kawalerii narodowej, i Anny Marii Bachmann. Przyjechał do Polski w 1805 wraz z rodziną Mielżyńskich. W Miłosławiu w latach 1806-1812 pracował jako guwerner synów Józefa Mielżyńskiego (m.in. Macieja). Jednocześnie metodą samokształcenia studiował dzieła przyrodników Karola Linneusza, Georges'a-Louisa Leclerca, hrabiego de Buffon, Antoine'a Laurenta de Jussieu i Stanisława Bonifacego Jundziłła. Od 1812 pracował – aż do przejścia na emeryturę w 1845 – w szkole departamentowej w Poznaniu, przekształconej później w Gimnazjum św. Marii Magdaleny. Był nauczycielem przyrody i języka francuskiego. Od 1848 prowadził prywatną szkołę dziewczęcą oraz pensjonat dla chłopców.
Zaangażował się w działalność edukacyjną w Polsce. Opracował i wydał kilka książek przyrodniczych – Wstęp do historii naturalnej (1823) i Muzeum historii naturalnej i cudów stworzenie (w 1830 ukazała się pierwsza część, wydaniu dalszych przeszkodził wybuch powstania listopadowego). Ponadto wydał Leitfaden der Botanik (1830, po zaprowadzeniu urzędowego języka niemieckiego w szkolnictwie), Precis de l'histoire de la litterature francaise (1825, podręcznik gimnazjalny literatury francuskiej), Książeczkę do nabożeństwa, na której modliła się S. Jadwiga (1823, tzw. Modlitewnik Nawojki).

## Życie osobiste
W 1817 zawarł związek małżeński z Apolonią Herwig (zm. 1878). Z tego małżeństwa urodziło się troje dzieci: syn Marceli (1818-1898) był nauczycielem i działaczem społecznym, córka Walentyna (1823-1859) wyszła za mąż za Hipolita Cegielskiego. Młodszy syn Stanisław (1826-1900) także był znanym wielkopolskim działaczem społecznym i politycznym.

## W kulturze
Jest jednym z bohaterów polskiego serialu historycznego Najdłuższa wojna nowoczesnej Europy w reżyserii Jerzego Sztwiertni. Odtwórcą jego roli był Marek Bargiełowski.